# Ristafallet

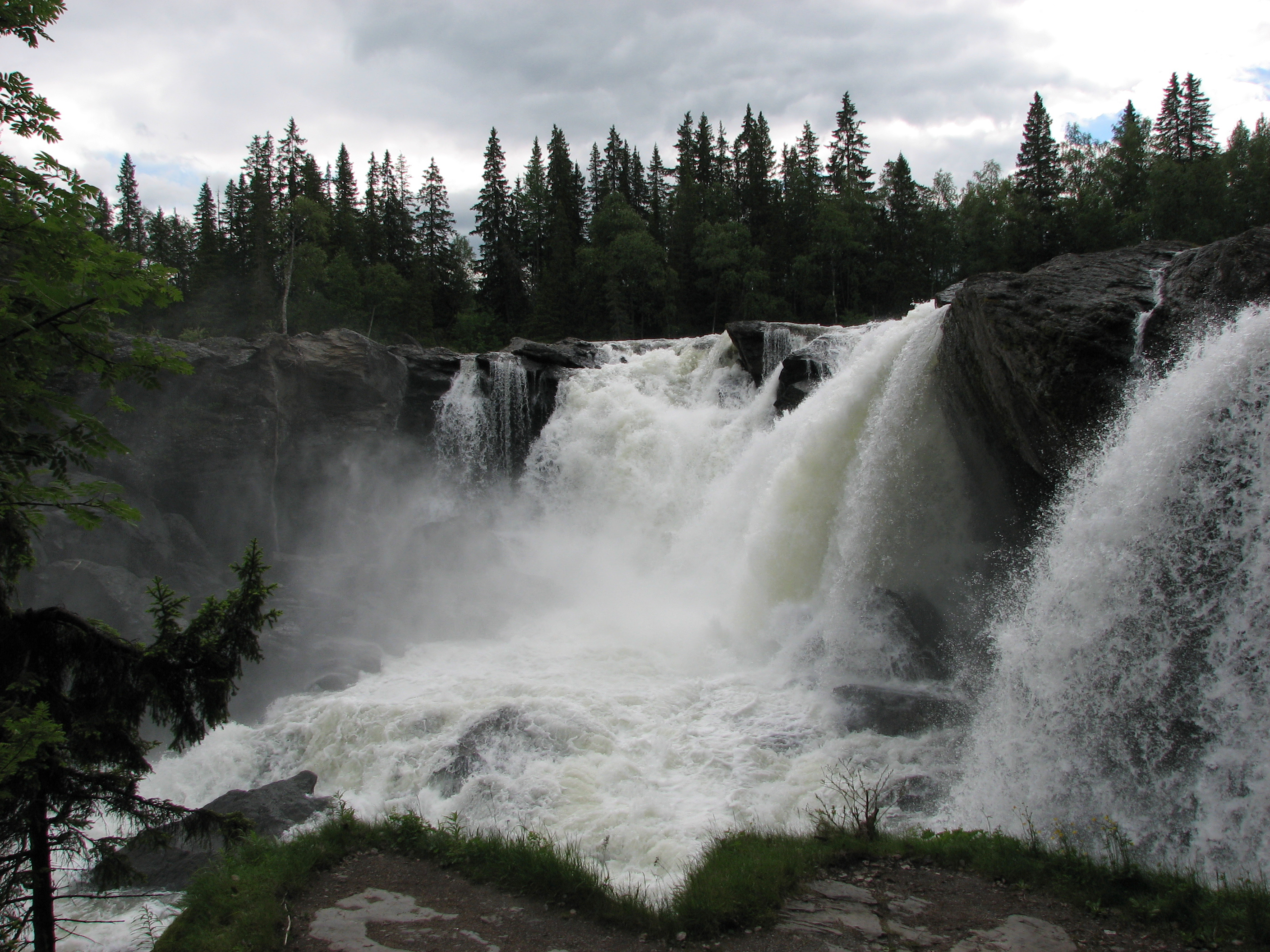
Ristafallet, sett från norra sidans utsiktsplats (invid campingen), sommar 2008.

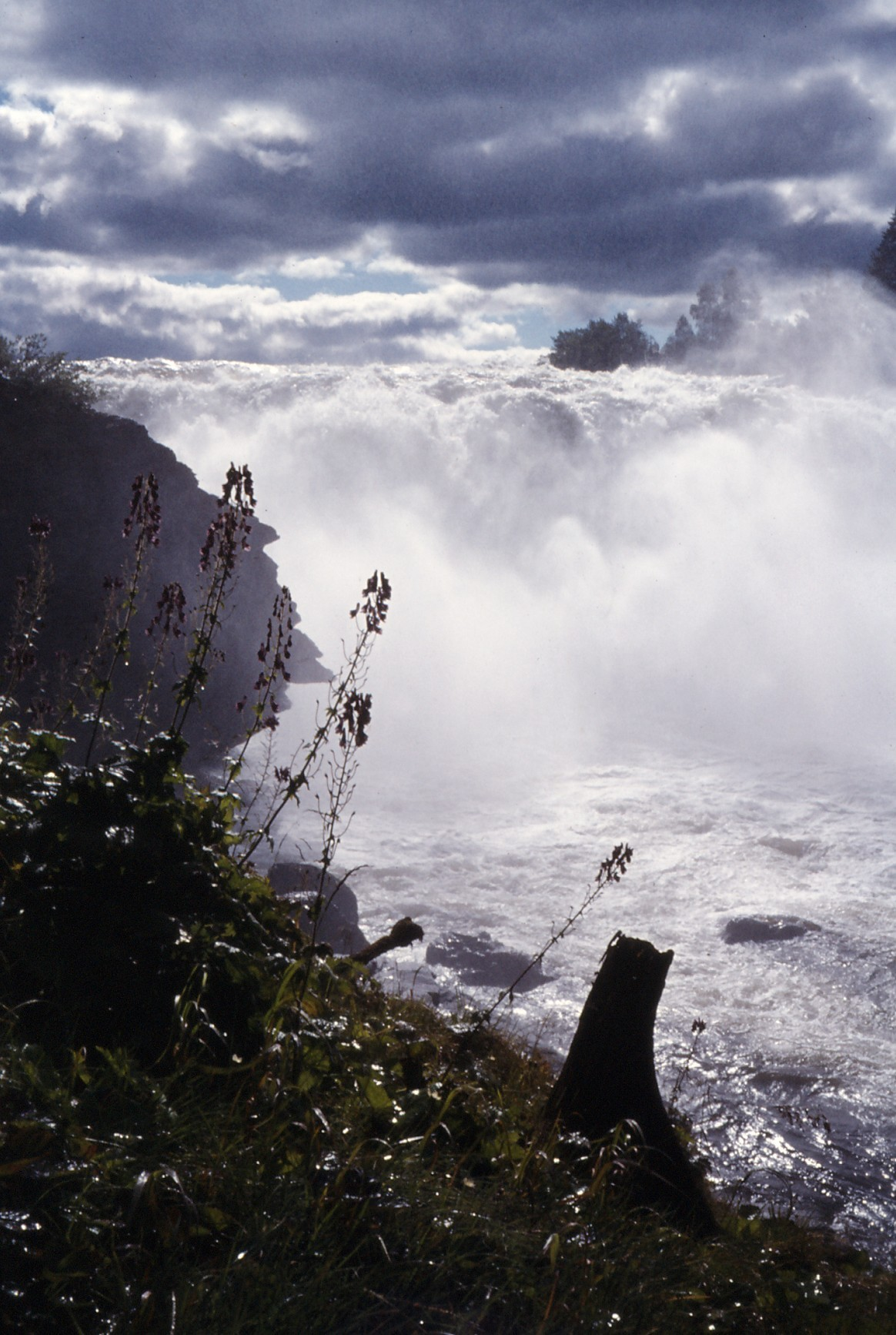
Ristafallet sommar 1974, vårflod.

Ristafallet är ett vattenfall i Undersåkers socken i västra Jämtland och är ett av Sveriges största fall. Fallet ligger längs Indalsälven, 17 kilometer öster om Åre, en knapp kilometer från E14 och en campingplats ligger i omedelbar anslutning till fallet. Den ligger 355 meter över havet.
En fridlyst, skogbevuxen ö delar av fallet i två delar, den norra och den södra delen. Ön skärmar av fallets halvor, så att den norra halvan inte går att se från den södra stranden och vice versa. Hela området har formen av en jättelik amfiteater. Fallet är totalt ungefär 50 m brett, 14 m högt och flödet är mellan 100 och 400 m³/s, beroende på årstid.
Både uppströms och nedströms fallet finns sportfiske efter framförallt öring, och nedströms även harr.
Längs vandringsleden på norra älvstranden nedströms Ristafallet finns Olavs källa, som antas ha släckt medeltida pilgrimers törst på deras färd till Olav den heliges grav i Nidaros (Trondheim). Ristafallet och naturen i anslutning till fallet betraktas som skyddat naturområde, fridlyst enligt svensk lag.
I Ristafallets fuktiga miljö frodas en speciell fauna med speciella lavar, växter och djur.

## Camping
Ristafallets camping har 30 platser totalt och 8 stugor. Majoriteten av dem har elanslutning med trådlös internetuppkoppling. Dusch och varmvatten ingår i priset för två vuxna och max 4 barn.

## Ronja Rövardotter
När Tage Danielsson letade efter miljöer till inspelningen av Astrid Lindgrens Ronja Rövardotter valde han Ristafallet att gestalta Glupafallet. Även sekvenserna där Ronja och Birk flyter nedströms hållande i en björk är filmade vid Ristafallet, nedströms i älven.